# Afrosternophorus papuanus
Espèce
Synonymes
- Sternophorus papuanus Beier, 1975

Afrosternophorus papuanus est une espèce de pseudoscorpions de la famille des Sternophoridae.

## Distribution
Cette espèce est endémique de la province de Madang en Papouasie-Nouvelle-Guinée. Elle se rencontre vers Ameria.

## Description
Les mâles mesurent de 1,7 à 2,0 mm et les femelles de 2,3 à 2,5 mm.

## Systématique et taxinomie
Cette espèce a été décrite sous le protonyme Sternophorus papuanus par Beier en 1975. Elle est placée dans le genre Afrosternophorus par Harvey en 1985.

## Publication originale
- Beier, 1975 : Neue Pseudoscorpione aus Australien und Neu-Guinea. Annalen naturh Mus Wien, vol. 78, p. 203-213 (texte intégral).